# Églises d'Asie (agence de presse)
Églises d'Asie (EDA) est une agence d'informations spécialisée dans les informations sur les questions religieuses en Asie. L'Agence est situé à Paris dans les locaux des Missions étrangères de Paris.

## Histoire
L'EDA a été fondé en 1983 afin de relayer les informations religieuses, principalement chrétiennes, en Asie. Issue de la Société des Missions étrangères de Paris, l'agence trouve ses sources d'informations dans la présence de religieux en Asie. Les publications se font alors par la publication d'une revue.
En 2000, l'agence a ouvert son site web, permettant d'accéder aux publications d'EDA depuis 1990.
Ses membres participent aussi à des émissions de radio (RCF) ou télévisuelles (KTO), ou reprise par certains journaux.